# Hans Grosheide
Johan Hendrik (Hans) Grosheide (Amsterdam, 6 augustus 1930 – Den Haag, 18 december 2022) was een Nederlands politicus.
Grosheide was een antirevolutionaire jurist en onderwijsdeskundige uit een gereformeerd 'voormannen'-geslacht. Hij was een zoon van Frederik Willem Grosheide (1881-1972), hoogleraar theologie aan de Vrije Universiteit, en Alexandrine Ottoline Daniëlle Schut. Hij was de jongste van negen kinderen en een broer van de wiskundige G.H.A. Grosheide, de bibliothecaris Daniël Grosheide (1913-1986) en de theoloog H.H. Grosheide (1914-1980). Hij was een neef van minister Wim Schut (1920-2006).
Grosheide werkte bij de Schoolraad van Scholen met de Bijbel en was daarna acht jaar staatssecretaris van Onderwijs en twee jaar van Justitie in zes achtereenvolgende kabinetten. Hij was al jong staatssecretaris en door zijn jongensachtige uiterlijk "het kind van staat" genoemd. In 1967 weigerde hij het ambt van minister van Onderwijs omdat hij zich daar te jong voor vond. Hij was geen groot orator, maar wel een bekwaam wetgever die belast was met de invoering van de Mammoetwet. Na zijn 'Haagse' loopbaan en zijn periode als burgemeester van Rijswijk, werd hij topambtenaar op Justitie en staatsraad in buitengewone dienst tot 1 september 2000.
Grosheide overleed op 92-jarige leeftijd en ligt begraven op Oud Eik en Duinen.
- Gemeinsame Normdatei: 1276294891
- Parlement.com: vg09llh1bywr
- Virtual International Authority File: 5003167202604267930004